# Нартаа
«Нартаа» — ресторан национальной абхазской кухни и один из символов города Сухум в Абхазии. Расположен на набережной Махаджиров.

## История
Ресторан построен в 1969 году, как визитная карточка абхазских застольных традиций для советских граждан и интуристов.
После грузино-абхазского конфликта его хотели даже снести.
Название «Нартаа» отсылает к древнему кавказскому эпосу про приключения мифических богатырей — нартов.
Это кафе в советское время посещал Владимир Высоцкий. В 1972 году Высоцкий также прибыл в Сухум на корабле. Они вместе с Мариной Влади и Павлом Гурджи обедали на набережной в кафе «Нартаа».
Был излюбленным местом встреч Фазиля Искандера
В ресторане работал Григорий Менешян шеф-повар кафе «Хачапурия» (Москва)
С 1988 по 1992 шеф-повар ресторана «Нартаа» Блабба Руслан Валерьевич — Герой Абхазии (1995), участник грузино-абхазского конфликта (1992—1993).

## Достопримечательность
Внешний облик и интерьеры ресторана, несмотря на многочисленные реконструкции, остались практически без изменений до настоящего времени, передавая атмосферу советского периода XX столетия. Архитектура и интерьеры ресторана имеют чёткий абхазский колорит.
Основное рекомендуемое блюдо хачапури.

## Нартаа в искусстве
Действие многих литературных произведений происходит в ресторане. Упоминается в воспоминаниях.